# Tom Liebscher
Tom Liebscher-Lucz (Dresde, 3 de agosto de 1993) es un deportista alemán que compite en piragüismo en la modalidad de aguas tranquilas.
Participó en tres Juegos Olímpicos de Verano, obteniendo tres medallas de oro, en Río de Janeiro 2016 (K4 1000 m), Tokio 2020 (K4 500 m) y París 2024 (K4 500 m). En los Juegos Europeos consiguió dos medallas de plata, una en Bakú 2015 y otra en Minsk 2019.
Ganó once medallas en el Campeonato Mundial de Piragüismo entre los años 2013 y 2023, y once medallas en el Campeonato Europeo de Piragüismo entre los años 2013 y 2022.

## Palmarés internacional
| Juegos Olímpicos   | Juegos Olímpicos            | Juegos Olímpicos  | Juegos Olímpicos |
| Año                | Lugar                       | Medalla           | Competición      |
| ------------------ | --------------------------- | ----------------- | ---------------- |
| 2016               | Río de Janeiro (Brasil)     | Medalla de oro    | K4 1000 m        |
| 2020               | Tokio (Japón)               | Medalla de oro    | K4 500 m         |
| 2024               | París (Francia)             | Medalla de oro    | K4 500 m         |
| Campeonato Mundial |                             |                   |                  |
| Año                | Lugar                       | Medalla           | Competición      |
| 2013               | Duisburgo (Alemania)        | Medalla de oro    | K1 500 m         |
| 2014               | Moscú (Rusia)               | Medalla de plata  | K2 200 m         |
| 2015               | Milán (Italia)              | Medalla de plata  | K1 500 m         |
| 2017               | Račice (República Checa)    | Medalla de oro    | K1 1000 m        |
| 2017               | Račice (República Checa)    | Medalla de oro    | K4 500 m         |
| 2018               | Montemor-o-Velho (Portugal) | Medalla de oro    | K4 500 m         |
| 2018               | Montemor-o-Velho (Portugal) | Medalla de plata  | K1 500 m         |
| 2019               | Szeged (Hungría)            | Medalla de oro    | K1 500 m         |
| 2019               | Szeged (Hungría)            | Medalla de oro    | K4 500 m         |
| 2022               | Halifax (Canadá)            | Medalla de plata  | K4 500 m         |
| 2023               | Duisburgo (Alemania)        | Medalla de oro    | K4 500 m         |
| Juegos Europeos    |                             |                   |                  |
| Año                | Lugar                       | Medalla           | Competición      |
| 2015               | Bakú (Azerbaiyán)           | Medalla de plata  | K2 200 m         |
| 2019               | Minsk (Bielorrusia)         | Medalla de plata  | K4 500 m         |
| Campeonato Europeo |                             |                   |                  |
| Año                | Lugar                       | Medalla           | Competición      |
| 2013               | Montemor-o-Velho (Portugal) | Medalla de bronce | K1 200 m         |
| 2014               | Brandeburgo (Alemania)      | Medalla de oro    | K2 200 m         |
| 2014               | Brandeburgo (Alemania)      | Medalla de oro    | K1 500 m         |
| 2015               | Račice (República Checa)    | Medalla de oro    | K2 200 m         |
| 2015               | Račice (República Checa)    | Medalla de plata  | K1 500 m         |
| 2016               | Moscú (Rusia)               | Medalla de oro    | K1 500 m         |
| 2016               | Moscú (Rusia)               | Medalla de bronce | K2 200 m         |
| 2018               | Belgrado (Serbia)           | Medalla de plata  | K4 500 m         |
| 2021               | Poznań (Polonia)            | Medalla de oro    | K4 500 m         |
| 2022               | Múnich (Alemania)           | Medalla de oro    | K4 500 m         |
| 2022               | Múnich (Alemania)           | Medalla de oro    | K4 1000 m        |